# Reiji Okazaki
Reiji Okazaki (岡崎 令治 Okazaki Reiji (en japonés), Hiroshima, Japón, 8 de octubre de 1930-1 de agosto de 1975) fue un biólogo molecular japonés conocido por sus investigaciones en la replicación del ADN y, especialmente, por describir el papel de los llamados fragmentos de Okazaki, que descubrió al trabajar con su esposa Tsuneko Okazaki en 1968.
Reiji Okazaki se graduó en 1953 en la Universidad de Nagoya , y trabajó posteriormente como profesor desde 1963. Okazaki murió de leucemia siete años después de su descubrimiento, probablemente a causa de haber sido fuertemente irradiado durante su infancia cuando la primera bomba atómica fue lanzada sobre su ciudad natal durante la II Guerra Mundial. Okazaki logró a través de sus experimentos con E. coli, ver que la cadena 3´ a 5´se sintetizaba de manera discontinua, siendo esta la "cadena rezagada". Los denominados "fragmentos de Okazaki" requieren de múltiples cebadores o "primers" para continuar la síntesis.